# みねりお
みね りお（7月14日 - ）は、日本のグラビアアイドル。京都府出身。

## 来歴
2度スカウトされたことで「神様のお告げ」と感じて引き受けて事務所に所属。
2018年3月に柴咲凛としてデビュー。
2018年10月に発売された「アサ芸シークレットVol.54」（週刊アサヒ芸能増刊号）企画において「AIが選ぶ！グラビア界の峰不二子」に選出。これはグラビア界に「峰不二子」を謳うアイドルが多いことから、峰不二子身長とスリーサイズの比率を算出しAIによって選んだもので、当時まったくの無名ながら選出された。
2019年1月、峰不二子に苗字を合わせたみねりおに改名。

## 人物
- 特技はポールダンス[10]。

## 出演

### テレビ
- 応援美女子（千葉テレビ）
- 東京オーディション（仮）（TOKYO MX）
- あしたのSHOW（TOKYO MIX） - 司会アシスタント

### 映画
- TURNING POINT（2022年4月9日 - 10日、エンタメイティブ株式会社） - 掛布美緒 役

## 作品

### DVD
柴咲凛名義
- ハードコアな君（2018年3月30日、スパイスビジュアル）
- ～パーフェクトボディ～いいなり秘書（2018年8月31日、スパイスビジュアル）[11]

みねりお名義
- ベイビードール（2019年3月22日、竹書房）
- 蜜と月（2019年7月1日、マイロール） - グラビアユニット「ハニー＆ムーン」として

### デジタル写真集
- ミネリオランド　みねりお1 [sabra net e-Book]（小学館）
- ミネリオランド　みねりお2 [sabra net e-Book]（小学館）
- ミネリオランド　みねりおDX [sabra net e-Book]（小学館）
- みねりお グラビア写真集「彼女の浴衣に手を掛けて・・・」（オトナビスタジオ）[12]
- みねりお グラビア写真集「初夜。」（オトナビスタジオ）[12]
- みねりお セミヌード写真集「理想の温泉デート」（オトナビスタジオ）[12]